# Regeringen Anders Fogh Rasmussen I
Regeringen Rasmussen I var Danmarks regering från 27 november 2001 till 18 februari 2005.
Följande ministrar från partierna Venstre och Konservative Folkeparti var medlemmar i regeringen:
| Ämbete                                              | Minister | Minister                | Tillträdde       | Avgick           | Parti           |
| --------------------------------------------------- | -------- | ----------------------- | ---------------- | ---------------- | --------------- |
| Statsminister                                       |          | Anders Fogh Rasmussen   | 27 november 2001 | 18 februari 2005 | Venstre         |
| Ekonomi- och näringslivsminister                    |          | Bendt Bendtsen          | 27 november 2001 | 18 februari 2005 | De Konservative |
| Utrikesminister                                     |          | Per Stig Møller         | 27 november 2001 | 18 februari 2005 | De Konservative |
| Minister for nordiskt samarbete                     |          | Bendt Bendtsen          | 27 november 2001 | 18 juni 2002     | De Konservative |
| Minister for nordiskt samarbete                     |          | Flemming Hansen         | 18 juni 2002     | 18 februari 2005 | De Konservative |
| Finansminister                                      |          | Thor Pedersen           | 27 november 2001 | 18 februari 2005 | Venstre         |
| Arbetsminister                                      |          | Claus Hjort Frederiksen | 27 november 2001 | 18 februari 2005 | Venstre         |
| Justitieminister                                    |          | Lene Espersen           | 27 november 2001 | 18 februari 2005 | De Konservative |
| Kulturminister                                      |          | Brian Mikkelsen         | 27 november 2001 | 18 februari 2005 | De Konservative |
| Minister för flyktingar, invandrare och integration |          | Bertel Haarder          | 27 november 2001 | 18 februari 2005 | Venstre         |
| Trafikminister                                      |          | Flemming Hansen         | 27 november 2001 | 18 februari 2005 | De Konservative |
| Minister för vetenskap, teknologi och utveckling    |          | Helge Sander            | 27 november 2001 | 18 februari 2005 | Venstre         |
| Livsmedelsminister                                  |          | Mariann Fischer Boel    | 27 november 2001 | 2 augusti 2004   | Venstre         |
| Livsmedelsminister                                  |          | Hans Christian Schmidt  | 2 augusti 2004   | 18 februari 2005 | Venstre         |
| Miljöminister                                       |          | Hans Christian Schmidt  | 27 november 2001 | 2 augusti 2004   | Venstre         |
| Miljöminister                                       |          | Connie Hedegaard        | 2 augusti 2004   | 18 februari 2005 | De Konservative |
| Inrikes- och hälsominister                          |          | Lars Løkke Rasmussen    | 27 november 2001 | 18 februari 2005 | Venstre         |
| Kyrkominister                                       |          | Tove Fergo              | 27 november 2001 | 18 februari 2005 | Venstre         |
| Utbildningsminister                                 |          | Ulla Tørnæs             | 27 november 2001 | 18 februari 2005 | Venstre         |
| Socialminister och jämställdhetsminister            |          | Henriette Kjær          | 27 november 2001 | 2 augusti 2004   | De Konservative |
| Socialminister och jämställdhetsminister            |          | Eva Kjer Hansen         | 2 augusti 2004   | 18 februari 2005 | Venstre         |
| Familje- och konsumentminister                      |          | Henriette Kjær          | 2 augusti 2004   | 18 februari 2005 | De Konservative |
| Försvarsminister                                    |          | Svend Aage Jensby       | 27 november 2001 | 24 april 2004    | Venstre         |
| Försvarsminister                                    |          | Søren Gade              | 24 april 2004    | 18 februari 2005 | Venstre         |
| Skatteminister                                      |          | Svend Erik Hovmand      | 27 november 2001 | 2 augusti 2004   | Venstre         |
| Skatteminister                                      |          | Kristian Jensen         | 2 augusti 2004   | 18 februari 2005 | Venstre         |